# Nishimura Takuro
Takuro Nishimura (sinh ngày 15 tháng 8 năm 1977) là một cầu thủ bóng đá người Nhật Bản.

## Sự nghiệp câu lạc bộ
Takuro Nishimura đã từng chơi cho Urawa Reds, Omiya Ardija, Portland Timbers, Crystal Palace Baltimore và Consadole Sapporo.